# Peter Rosing
Peter Fallentin Rosing (7. června 1871, Kangaamiut – 18. listopadu 1938, Kangaamiut) byl grónský umělec a zemský rada zasedající v první grónské zemské radě.

## Životopis
Peter Rosing byl synem dánského koloniálního správce Petera Frederika Rosinga (1835–1911) a jeho grónské manželky, porodní báby Haldory Helene Margrethe Caroline Petrussen (1842–1901). Jeho bratry byli mimo jiné misionář Christian Rosing (1866–1944) a zemský rada Karl Rosing (1878–?). Ve svém prvním manželství se 25. července 1893 v Kangamiutu oženil se Sarou Katrine Helene Dahl (1875–1935). Po její smrti se ve svém druhém manželství 21. května 1936 oženil s Cæcilie Inger Sofie Olsen (1907–?). V manželství byl velký věkový rozdíl, Rosingovi bylo 65 let a Olsen nebylo ani 30 let.
Peter Rosing byl povoláním lovec. Vedle toho byl jedním z prvních Gróňanů, kteří vyřezávali umělecká díla ze zubů vorvaňů. Jeho díla většinou zobrazují lidi a vždy nějaký děj a často se skládají z několika postav. Jeho vyobrazení ságy o Kaassassukovi se skládá z 22 jednotlivých postav, které byly připevněny ke kryolitové desce. Díla Petera Rosinga jsou považována za mimořádně pečlivě a detailně zpracovaná a je tak považován za jednoho z nejlepších řezbářů kostí a kamenů v Grónsku.
V letech 1911 až 1916 zasedal v první zemské radě Jižního Grónska. Pouze v roce 1914 se zasedání nezúčastnil. Peter Rosing zemřel ve svém rodném městě v roce 1938 ve věku 67 let.